# 新世紀エヴァンゲリオン 鋼鉄のガールフレンド
『新世紀エヴァンゲリオン 鋼鉄のガールフレンド』（しんせいきエヴァンゲリオン こうてつのガールフレンド）は、1997年にガイナックスから発売された『新世紀エヴァンゲリオン』のゲーム。

## 概要
監督は『サイレントメビウス』『プリンセスメーカー』などを担当した橋本立郎。作画監督は平松禎史。英語表記は「NEON GENESIS EVANGELION IRON MAIDEN」。第2回アニメーション神戸インタラクティブ・ソフトの部受賞。
プラットフォームは当初Windows版のみの発売だったが、Macintosh版発売を熱望するファンの声に「要望が1万を超えたら作る」とガイナックスが回答し、これに応じてネットでファンが署名を募った結果Mac版が制作販売された経緯がある。また、1998年にはセガサターン版、PlayStation版が発売され、2004年にはiアプリ、EZアプリゲーム化された。2006年にはPS2とWindows、2009年にはPSPとiアプリ、EZアプリで追加要素を入れた特別編が発売されている。
本作品はテレビ版の第八話〜第拾参話の間に位置している。シンジはマナと芦ノ湖までデートする場面がストーリーの出だし部分となる。

## 特別編
『新世紀エヴァンゲリオン 鋼鉄のガールフレンド 特別編』は2006年にPlayStation 2・Win用のソフトとして発売。2007年にベスト版が発売されている。PS2版には特典ディスクが付いていた。
2009年4月9日にはさらなる追加要素を取り入れた『新世紀エヴァンゲリオン 鋼鉄のガールフレンド 特別編 ポータブル』がPlayStation Portable用のソフトとして発売した。また、限定版にはオリジナルパスポートとキーホルダーが付いていた。

### 追加要素
主に内容の一部が修正されていたり、新作のエピソード（マナの過去など）やエンディングが追加されており、DOLBY PRO LOGIC IIに対応している。
PSP版はオートセーブ機能に対応しているため、短時間プレイが可能になった。ただし、DOLBY PRO LOGIC IIには対応していない。機種がPSPでもあって、レターボックス画面への高画質対応。PSPの2000と3000へのプログレッシブTV出力への完全対応している。

## あらすじ
第3新東京市の夜に突如立ち上がる炎とヘリの爆音、そして謎の巨大移動物体。使徒襲来を疑う碇シンジと惣流・アスカ・ラングレーの予想に反し、非常事態宣言の発令はなかったが多数の被害が出た。翌日、傷跡の残る街中を登校したチルドレンたちの前に紹介された転校生、霧島マナ。積極的にアタックをかけるマナに、人と交わるのが苦手なシンジも心を惹かれるようになる。それを快く思わないアスカ。
謎の移動物体の正体と、それに呼応するように現れた転校生・マナの秘密。この2つを軸に織りなされる、14歳の青春ストーリー。

## 登場人物
ここでは本ゲームのオリジナルキャラクターのみ言及する。
霧島マナ（きりしま マナ）
声 - 林原めぐみ
生年月日は2001年4月11日。14歳。血液型はO型。出身地は鹿児島県阿久根市。父親は水没した旧東京の干拓作業員、母親は雑誌編集者。
第壱中学校2年A組への転入生。寂しがりだが感情をストレートに出す純粋な性格。明るく積極的な性格でシンジに想いを寄せていく。ゲームパッケージに書かれたマナの独白文章によると鏡に映る自分の顔や全裸で踊る自分の姿に見惚れる、自分を美人だと自負するなど、かなりのナルシストである。また、ゲーム『新世紀エヴァンゲリオン 碇シンジ育成計画』にも登場し、進行次第でシンジとは音楽部で活動するようになる。
特別編の追加シナリオには、シンジに抱きついて自分の胸を触らせるなど、シンジと肉体関係を持ったことを匂わせるシーンがあるが、はっきりとした描写はされていない。ただ自分の胸の大きさだけがコンプレックスらしい。
ムサシ・リー・ストラスバーグ
声 - 結城比呂
戦略自衛隊の少年兵で、陸上軽巡洋艦「トライデント級」のパイロット。ケイタ、マナとは同僚。14歳。浅黒い肌に黒髪の容姿。
マナの手引によってトライデントごと脱走するも、マナを人質におびき出されたことでエヴァンゲリオンと対決。逆にマナを奪還して逃走を図り、シンジとの対話を経て、N2爆弾の投下からマナを庇って死亡した。マナの結末については複数パターン存在するが、ムサシの生死が確認される結末では必ず死亡する。
浅利ケイタ（あさり ケイタ）
声 - 岩永哲哉（特別編のみ）
戦略自衛隊の少年兵で、陸上軽巡洋艦「トライデント級」のパイロット。14歳。1997年に発売されたオリジナル版では台詞はなく、2006年に発売された特別編で初めて台詞がついた。

## ゲームオリジナルロボット
- 雷電（LAND CRUISER T・RAIDEN・T）
- 震電（LAND CRUISER T・SHINDEN・T）

戦略自衛隊のロボット兵器計画のもとに試作されたトライデント級陸上軽巡洋艦。6基の背部スラスターにより地上滑走、ハイドロジェットにより水上滑走・水中行動が可能。巨大な機体を支える大型の両脚は、滑走時には折り畳まれる。固定武装はないが、各部にオプション兵器の装備が可能で、オプション装備として機首先端の機関砲（口径は目測で約100mm）、肩のパイロン部分に中距離ミサイルランチャーが搭載。機首基部から伸びた1対の腕により格闘戦も可能だが、戦闘力はさほど高くはない。動力は熱核型原子炉。コクピットは機首にあり、緊急脱出用の救命カプセルも装備。操縦性はパイロットの肉体に損傷を及ぼすほど劣悪なため、エヴァのデータを盗用して操縦系統の改良が施される予定だった。6年後の実戦を想定して開発されたため、パイロットには6年後に20歳を迎える少年たち、即ち14歳の浅利ケイタ、ムサシ・リー・ストラスバーグらが選ばれている。
デザインは山下いくと。

### ゲームオリジナル兵器
- 垂直式使徒キャッチャー

エヴァ零号機改が使った新兵器で、水中の標的物を釣り上げるための巨大な釣竿。

## 収録曲
- ED曲『予感』（歌：高橋洋子）

## 関連商品
- 書籍
  - 新世紀エヴァンゲリオン 鋼鉄のガールフレンド ビジュアルブック - 角川書店（1998年5月）
  - Mana 新世紀エヴァンゲリオン 鋼鉄のガールフレンド メモリアルブック - アスキー（1998年6月）
  - 新世紀エヴァンゲリオン 鋼鉄のガールフレンド ストーリーブック - 角川書店（1999年2月）
  - 新世紀エヴァンゲリオン 鋼鉄のガールフレンド 特別編 ビジュアルファンブック - 角川書店（2006年4月）
- ユーティリティデータ集
  - 新世紀エヴァンゲリオン コレクターズディスク・鋼鉄のガールフレンド版 - ガイナックス（1999年5月28日）
    - Windows・Macintosh双方に対応

## 劇中の商標について
劇中に登場する家電製品や自動販売機などには実在のメーカー名・商品名などをそのまま表記しているものが多数見られる。『新世紀エヴァンゲリオン 鋼鉄のガールフレンド2nd』でも同様だが、コンシューマゲーム機に移植されたバージョンではもじった名前に変更されているものもある。
登場する実名一覧（カッコ内はもじったもの）
- SONY (SOMY) ウォークマン〈シンジのS-DAT〉 - 社名のSONYはもじっているが、商標の「ウォークマン」は台詞で言及しているためもじっていない。
- KIRIN (KERIN) 〈自販機〉
- BOSS (OOSS) 〈サントリー 自販機のパネル〉
- ビックル（ベックル）〈サントリー 自販機のパネル〉
- NESCAFE (WESCAFE) 〈ネスレのコーヒー カップ自販機〉
- カール・ツァイス〈ドイツのレンズメーカー〉 - 相田ケンスケが台詞で言及しているためもじりは無し。この台詞の後鈴原トウジが「カール・ルイス？何や？それ」とボケる描写がある。
- TOSHIBA (SOSIA) 〈ミサト邸の乾燥機〉

## 書籍
- 新世紀エヴァンゲリオン 鋼鉄のガールフレンド 特別編 ビジュアルファンブック

## 開発言語
初期Windows版『鋼鉄のガールフレンド』の発売前後のころにパソコンゲーム雑誌『コンプティーク』のインタビュー記事で開発者の橋本らが答えたインタビューによると、当時のガイナックス社内では主にVisual C++をプログラム言語としてゲーム開発に使っていると答えている。サブタイトルについては特にひねったものではなく、開発スタッフに"霧島マナ"のことで反対意見もあった結果のことから、『鋼鉄のガールフレンド』言葉通りの意味となる。